# 1820년 임기보장법
1820년 임기보장법(영어: Tenure of Office Act of 1820)은 4년법(Four Years' Law)으로도 알려져 있으며, 1820년 5월 15일 미국 의회에 의해 통과되었고, "특정 임명직 공무원의 임기를 제한하고 다른 목적을 위한 법안"으로 알려졌다. 이 법의 저자는 재무부 장관 윌리엄 H. 크로퍼드였고, 뉴저지주 맬런 디커슨이 상원에 제출했다.
이 법은 공무원의 임기를 제한하고, 특정 조건 하에 이들을 해임하는 것을 보장했다. 의회는 임명직 공무원을 해임할 권한을 주장했는데, 이는 명목상으로는 신임 대통령에게 새로운 시작을 제공하고 부진한 공무원을 정리하기 위함이었다. 이 법은 이전의 행정부 권한을 대체함으로써 행정 권한을 침해했다. (이전에는 대통령이 지방 검사, 해군 장교, 세금 징수관 등 공무원의 임기를 결정했다.)

## 배경
전 대통령 제임스 매디슨은 1820년의 4년법이 위헌이라고 주장했는데, 4년이라는 제한이 자의적이며 의회가 공무원의 임기를 하루로까지 단축할 수 있는 선례를 만들 수 있기 때문이었다. 행정권의 상실이 우려되었지만, 이러한 제한된 임기는 종종 대통령직에 이익이 되었다. 앤드루 잭슨 대통령은 엽관제가 민주적인 개혁이며 공무원이 대중의 의지에 책임지게 할 것이라고 믿고 이 법을 시행했다. 이 법에 대한 도전 노력은 잭슨의 대통령 임기 중인 1830년부터 시작되었다. 1835년 2월 13일 상원이 4년법 폐지 법안을 심의할 때, 새뮤얼 사우더드 상원의원은 대통령이 임기가 끝난 공무원을 재지명할 수 있도록 허용함으로써 이 법이 부패를 조장한다고 주장했다. 그는 다음과 같이 말했다.
...4년마다...이 법에 따라 임명된 공무원들은 재지명되지 않으면 퇴임해야 했다. 이제 이 공무원들은 자신들을 유임시키거나 재지명할 권한을 가진 행정부에 의존하게 될 것이다. 모든 사람은 자신을 임명해 줄 사람을 지지해야 한다는 원칙에 따라 행동한다.
이 문제에 대한 의회의 공식적인 언급이 부족했기 때문에 이러한 논쟁의 최종 결과는 공개되지 않았다. 이 법은 1867년에 대체되었으며 20년간 지속되었다.

## 같이 보기
- 1867년 임기보장법
- 1789년 결정, 제1차 의회 중 대통령이 미국 공무원을 마음대로 해임할 권한이 있는지에 대한 하원에서의 논쟁